# Dietrich Schmidt
Dietrich Schmidt, nemški častnik in letalski as druge svetovne vojne, * 17. junij 1919, Karlsruhe, † 6. marec 2002, Hofheim.
Schmidt je svojo letalsko kariero začel septembra 1941 pri skupini nočnih lovcev NJG 1. Takratni nadporočnik Schmidt je bil dodeljen 8. krilu NJG 1, ki je imelo bazo v mestu Twente v Belgiji. 
Svojo prvo zračno zmago je dosegel v noči iz 24. na 25. marec 1943, ko je sestrelil RAFov težki bombnik Handley Page Halifax v bližini Enkuizna. Drugo in tretjo zmago je dosegel v noči iz 4. na 5. maj , ko je sestrelil še dva bombnika. 
15. junija 1943 je postal poveljnik 8. krila, do takrat pa je nanizal že pet zračnih zmag in s tem postal letalski as. Do konca leta 1943 je dosegel 9 zmag. deseto pa je zabeležil v noči s 1. na 2. januar 1944, ko je sestrelil RAFov težki bombnik Avro Lancaster v bližini mesta Ramsel. V noči s 13. na 14. januar je zabeležil novo zmago. Tokrat je sestrelil RAFov lahki bombnik De Havilland Mosquito v bližini meta Kleve. 
Večkrat je v eni noči sestrelil tudi po več sovražnih bombnikov, zaradi česar je bil po svoji 32. zračni zmagi 27. julija 1944 odlikovan z Viteškim križem železnega križca. 25. decembra istega leta je bil premeščen v 9. krilo NJG 1, kjer je prevzel poveljstvo in tam ostal do konca vojne. V Schleswig-Holsteinu so ga zajele britanske enote in ga internirale. Izpuščen je bil avgusta leta 1945.
Po vojni je na Univerzi v Heidelbergu dokončal doktorat iz kemije. Po vojni se je tudi poročil in imel tri otroke. Upokojil se je leta 1984.
Dietrich Schmidt je med svojo letalsko službo v Luftwaffe dosegel 43 zračnih zmag na 171 nalogah, prav vse pa je dosegel ponoči. 

## Odlikovanja
- Ehrenpokal (24. april 1944)
- Nemški križ v zlatu (1. oktober 1944)
- Viteški križ železnega križa (Ritterkreuz) (27. julij 1944)